# Васильково (Рыбинский район)
Васильково — деревня Арефинского сельского поселения Рыбинского района Ярославской области.
Васильково расположено на западе Арефинского сельского поселения. Здесь, в лесном краю, имеется небольшая агломерация из 7 близко расположенных в направлении с северо-запада к юго-востоку, деревень: Бунево, Болтино, Прошино, Оболтино, Большое и Малое Черняево, с центром в деревне Васильково. Возделанные когда-то земли вокруг этих деревень образуют лежащее в окружении лесов поле протяженностью около 7 км и шириной до 4 км. Район этот расположен на северо-восточном склоне водораздельной возвышенности. Здесь находятся истоки многочисленных ручьёв, образующих ниже речки Морму и Талицу притоки реки Ухры. К югу и западу от этого района на другом склоне возвышенности берут начало ручьи, впадающие в Рыбинское водохранилище на территории Огарковского сельского поселения. Исток реки Талица находится на восточной окраине Васильково. Ближайшая по дороге в сторону Арефино деревня Простино удалена на расстояние около 7 км. Васильково стоит на автомобильной дороге связывающей центр сельского поселения село Арефино с Рыбинском и это последний населённый пункт поселения в сторону Рыбинска. Следующая по дороге деревня Большие Мхи относится уже к Огарковскому сельскому поселению. От этой магистральной дороги в Васильково начинается дорога, идущая сначала на запад, затем на север, к деревням в бассейне Мормы и Золотухи, оканчивающаяся в Коняево. Ближайшая по этой дороге деревня Оболтино, удалена от Васильково на 1 км. В юго-восточном направлении от Васильково идёт просёлочная дорога к Большому и Малому Черняево .
В деревне имеются дома конца XIX - начала XX вв., богато украшенные пропильной резьбой. Это большие избы на высоком подклете, характерные для русского севера. Ажурный декор размещается в нескольких ярусах. Растительные мотивы сочетаются с зооморфными и антропоморфными образами. Округлые навершия наличников, характерные для Ярославской области, напоминают о развитых барочных наличниках каменных зданий. Торцы бревен сруба перекрываются широкими досками, которые имитируют пилястры, а их верх оформлен подобием резных капителей .
На 1 января 2007 года в деревне Васильково числилось 18 постоянных жителей . Почтовое отделение, расположенное в центре сельского поселения селе Арефино обслуживает в деревне Васильково 36 домов .